# Aşağıelmalı, Kulp
Aşağıelmalı là một xã thuộc huyện Kulp, tỉnh Diyarbakır, Thổ Nhĩ Kỳ. Dân số thời điểm năm 2008 là 350 người.